# Rhamphomyia hungarica
Rhamphomyia hungarica är en tvåvingeart som först beskrevs av Weber 1969.  Rhamphomyia hungarica ingår i släktet Rhamphomyia och familjen dansflugor. Inga underarter finns listade i Catalogue of Life.